# Ikaruga (Nara)
Pour les articles homonymes, voir Ikaruga (homonymie).
Ikaruga (斑鳩町, Ikaruga-chō) est un bourg du district d'Ikoma, dans la préfecture de Nara, au Japon.

## Géographie

### Situation
Ikaruga est situé dans le nord-ouest de la préfecture de Nara.

### Municipalités limitrophes
| Heguri | Ikoma   | Yamatokōriyama |
| Heguri | Ikaruga | Ando           |
| Sangō  | Ōji     | Kawai          |

### Démographie
Au 1er novembre 2019, la population d'Ikaruga s'élevait à 27 426 habitants répartis sur une superficie de 14,27 km2. En septembre 2024, la population était de 28 075 habitants. 

### Hydrographie
Le bourg est bordé par le fleuve Yamato au sud.

## Histoire
Le bourg d'Ikaruga a été créé le 11 février 1947 de la fusion de l'ancien bourg de Tatsuta avec les anciens villages de Hōryūji et Tomisato.

## Culture locale et patrimoine
Les temples bouddhiques Hōryū et Hokki, inscrits au patrimoine mondial de l'Unesco, se trouvent à Ikaruga.
Le kofun de Fujinoki se trouve à Ikaruga. 

## Transports
Ikaruga est desservi par la ligne Yamatoji à la gare de Hōryūji.